# Distrikt Zgharta
Der Distrikt Zgharta (arabisch قضاء زغرتا, DMG Qaḍāʾ Zaġartā) ist ein Verwaltungsbezirk im Gouvernement Nord-Libanon der Republik Libanon.
Der Distrikt wird von seinem Verwaltungssitz Zgharta und einer Reihe von kleineren Orten gebildet und erstreckt sich bis in das Hochgebirge des Libanon. Die Mehrheit der Bevölkerung in dem Bezirk sind Maroniten; Griechisch-Orthodoxe und sunnitische Muslime gehören mit anderen zur Minderheit.

## Städte und Ortschaften
- Arbet Kozhaya
- Zgharta